# Chao amor
Chao amor es una película coproducción de Argentina y Chile filmada en colores dirigida por Diego Santillán sobre el guion de Luz Tambascio que se estrenó el 19 de septiembre de 1968 y que tuvo como protagonistas a Juan Ramón, Erika Wallner, Ernesto Bianco, Norman Briski e Hilda Sour.

## Sinopsis
Un joven se enamora de una muchacha que desea ser actriz pero cuando ella triunfa cambian sus sentimientos hacia ella.

## Reparto
- Juan Ramón ...Gigi Pietro
- Erika Wallner … Bambina Suag
- Ernesto Bianco
- Norman Briski
- Hilda Sour… Mara Estévez
- Jorge Villalba
- Mirtha Dabner
- Ciro Dante
- Ginette Acevedo
- Raúl Matas
- Pepe Miranda
- Margarita Linton
- Linda Peretz
- Mary Pelliza
- Manuel Rubio
- Roberto Orlando
- Alberto Zucker
- Héctor Primavera Rojas
- Ninfa Morán

## Comentarios
Clarín opinó:

”Al asunto le falta consistencia y unidad…Simpático y natural como actor…Juan Ramón resuelve con comodidad…el film.”

La Nación dijo:

”La endeblez argumental del film…malogra el intento desde el vamos.”

Manrupe y Portela escriben:

”Vehículo sensiblero al servicio de un cantante inspirado en un hit, luego perpetuado por las hinchadas de fútbol.”